# Anke Glasmacher
Anke Glasmacher (* 13. Juli 1969 in Bensberg) ist eine deutsche Lyrikerin.

## Leben und Werk
Nach dem Abitur studierte Anke Glasmacher Germanistik und Philosophie an der Rheinischen Friedrich-Wilhelms-Universität Bonn sowie Pädagogik, Soziologie und Psychologie an der Universität zu Köln, das sie mit dem Diplom abschloss. An der Drehbuchschule Berlin absolvierte sie eine Weiterbildung in Drama und Kurzfilm. Von 1999 bis 2011 lebte sie in Berlin-Prenzlauer Berg.
Erste Gedichte erschienen 1988 in der Anthologie der besten Beiträge zum Jugend-Lyrik-Wettbewerb NRW Tastend nach dem Licht, hrsg. von Peter Conrady. Ihre Texte wurden in zahlreichen Anthologien und Literaturzeitschriften veröffentlicht, u. a. in Karussell, Am Erker, Mosaik, Wortschau, bei Fixpoetry und seit 1988 regelmäßig in den von Axel Kutsch herausgegebenen Anthologien (u. a. Versnetze). Sie ist Mitglied im Literatur-Atelier Köln.
Anke Glasmacher lebt in Köln.

## Einzeltitel
- Zur Stunde Blau, Gedichte, edition offenes feld, BoD Norderstedt 2024, ISBN 978-3-7583-2410-9.
- Der Buchstabe Blau, Gedichte, Edition Virgines, Düsseldorf 2023, ISBN 978-3-910246-28-7.
- Ein morsches Licht, Gedichte, Elif Verlag, Nettetal 2020, ISBN 978-3-946989-27-1.
- Obstkistenpunk, Kurzgeschichten, Elif Verlag, Nettetal 2018, ISBN 978-3-946989-05-9.
- Zwanzig / Vierzehn. Ein Nachrichtenjahr, Gedichte, Elif Verlag, Nettetal 2015, ISBN 978-3-9816147-5-6.
- Der Haselnussbaum, Kurzgeschichte, Literatur-Automat, Düsseldorf 2015.
- Brot und Spiele, Gedichte, Elif Verlag, Nettetal 2014, ISBN 978-3-9816147-6-3.
- Sprachbruch, Gedichte, Verlag Kleine Schritte, Trier 2002, ISBN 978-3-923261-88-8.

## Auszeichnungen
- 2022 Arbeitsstipendium des Landes NRW
- 2017/2018 Förderung durch das Programm "Werkproben", Kultursekretariate NRW.
- 2013 Preisträgerin Lyrikpreis postpoetry.NRW.
- 2000 Preisträgerin Campus-Lyrik-Wettbewerb, Tagesspiegel Berlin.
- 1987 Preisträgerin Jugend-Lyrik-Schreibwettbewerb NRW.